# Gora Kurumdy
Gora Kurumdy (ryska: Гора Курумды) är ett berg i Kirgizistan. Det ligger i den sydvästra delen av landet, 400 km söder om huvudstaden Bisjkek. Toppen på Gora Kurumdy är 6 614 meter över havet.
Terrängen runt Gora Kurumdy är huvudsakligen bergig, men norrut är den kuperad. Gora Kurumdy ligger uppe på en höjd som går i öst-västlig riktning. Gora Kurumdy är den högsta punkten i trakten. Runt Gora Kurumdy är det mycket glesbefolkat, med 2 invånare per kvadratkilometer. Det finns inga samhällen i närheten. Trakten runt Gora Kurumdy är permanent täckt av is och snö.